# Vlag van Bozum

Vlag van Bozum

De vlag van Bozum is de dorpsvlag van het Nederlandse dorp Bozum, in de Friese gemeente Súdwest-Fryslân. De vlag werd in 1999 aangenomen en in 2001 geregistreerd. Het ontwerp van de vlag is van de hand van J.C. Terluin en R.J. Broersma.

## Beschrijving
De beschrijving van de vlag is als volgt:
Geel met een blauwe ruit, de randen van de vlag rakend, en op het blauw een witte staande ram; de gele vlakken aan de broekzijde schuin gedeeld, waarvan bij het bovenste vlak de deellijn loopt van 3/4 vlaghoogte tot 1/4 vlaglengte aan de bovenzijde van de vlag, en bij het onderste vlak van 1/4 vlaghoogte tot 1/4 vlaglengte aan de onderzijde van de vlag, de vlakken aan de broekzijde groen.
De kleuren zijn afkomstig van het dorpswapen.

## Symboliek
- Ram: ontleend aan het wapen het dorp.[3]

Ruit: afgeleid van het wapen van de familie Walta die een stins bewoonde bij het dorp.
- Kleuren: verwijzing naar de kleuren uit de vlag van Baarderadeel.[3]
- Groene hoeken: staan voor de voormalige Middelzeedijken nabij het dorp.[3]